# 中川川

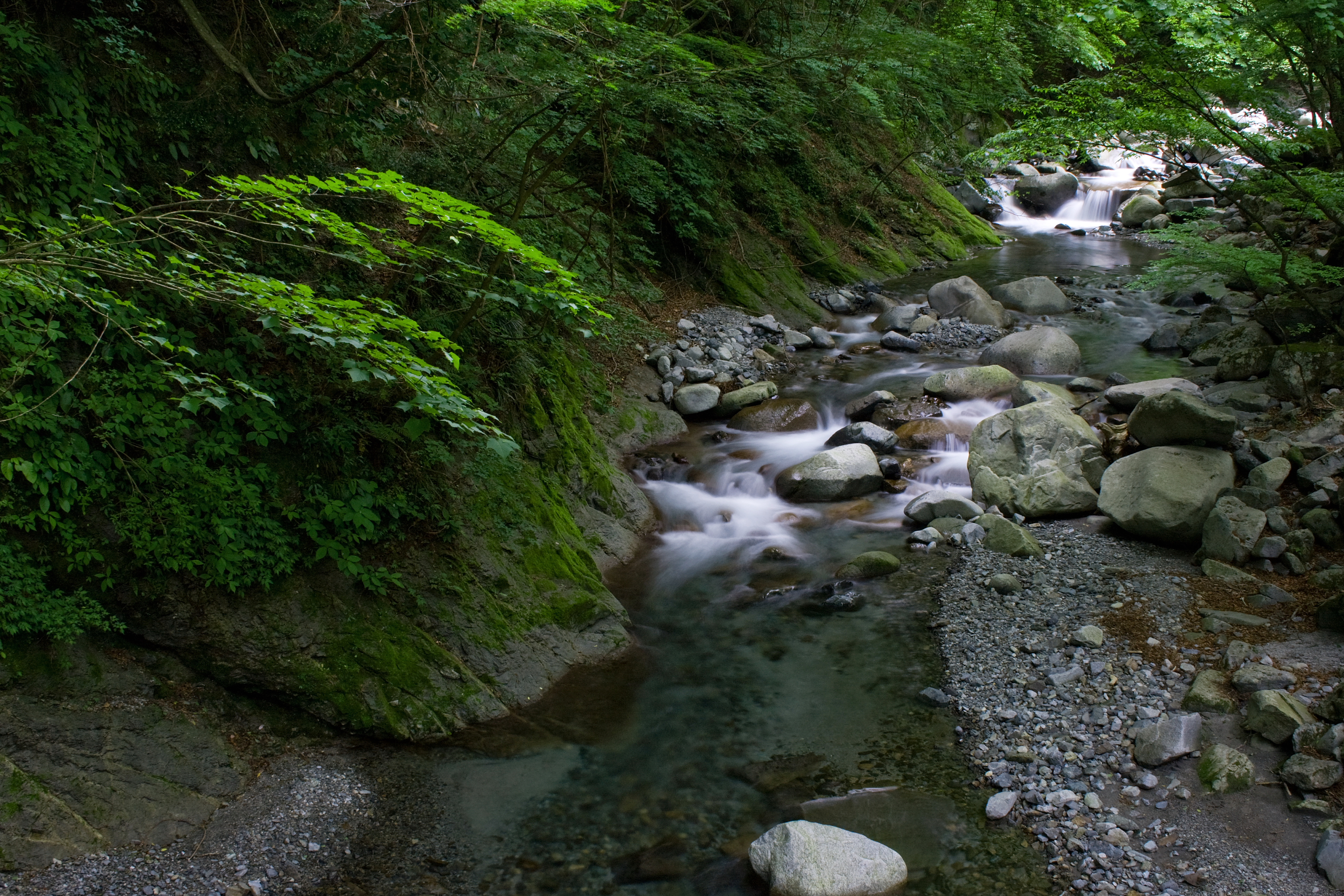
白石沢 (2008年6月撮影)

中川川（なかがわがわ）は、神奈川県足柄上郡山北町を流れる二級河川で、酒匂川水系の支流の一つである。
山北町中川を流れることから、中川川と呼ばれる。

## 概要
丹沢山地北西部に位置する大室山 (1,588m)付近を水源とする。県道76号線に沿って南流し、本棚の滝がある西沢や大滝沢などと合流して、丹沢湖に注ぐ。丹沢湖より下流は、河内川（こうちがわ）に名称が変わり、御殿場線谷峨駅付近で酒匂川本流と合流して、相模湾へと流れる。
川沿いにはキャンプ場が多くあり、下流域は中川温泉街を形成している。

## 支流
- 白石沢
- 用木沢
- 東沢
- 西沢
- 大滝沢
- 笹子沢

座標: 北緯35度27分20.5秒 東経139度3分18秒 / 北緯35.455694度 東経139.05500度